# Kist
Kist é um município da Alemanha, situado no distrito de Würzburgo, no estado da Baviera. Tem 3,87 km² de área, e sua população em 2019 foi estimada em 2.648 habitantes.